# Язово (деревня, Москва)
Язово — деревня в Новомосковском административном округе Москвы (до 1 июля 2012 года была в составе Ленинского района Московской области). Входит в состав района Щербинка.

## Население
| 1859 | 1890 | 1899 | 1926 | 2002 | 2006 | 2010 |
| ---- | ---- | ---- | ---- | ---- | ---- | ---- |
| 95   | ↗117 | ↗120 | ↗158 | ↘17  | ↘16  | ↗39  |

Согласно Всероссийской переписи, в 2002 году в деревне проживало 17 человек (9 мужчин и 8 женщин).

## География
Деревня Язово находится в восточной части Новомосковского административного округа, у границы с московским районом Южное Бутово, примерно в 26 км к юго-юго-западу от центра города Москвы и 13 км к юго-востоку от центра города Московский, у истока реки Цыганки бассейна Пахры.
В 6 км к северо-западу от деревни проходит Калужское шоссе А130, в 7 км к востоку — Симферопольское шоссе М2, в 7 км к северу — Московская кольцевая автодорога, в 4 км к востоку — линия Курского направления Московской железной дороги. Ближайшие сельские населённые пункты — деревни Каракашево и Новокурьяново. У южной границы деревни расположен аэропорт Остафьево.

## История
В «Списке населённых мест» 1862 года Язва — владельческая деревня 1-го стана Подольского уезда Московской губернии между Московско-Варшавским шоссе и Серпуховским трактом, в 16 верстах от уездного города и 36 верстах от становой квартиры, при реке Язовке, с 14 дворами и 95 жителями (44 мужчины, 51 женщина).
По данным на 1899 год — деревня Сухановской волости Подольского уезда с 120 жителями.
В 1913 году — 22 двора.
По материалам Всесоюзной переписи населения 1926 года — центр Язовского сельсовета Сухановской волости Подольского уезда в 4,3 км от Серпуховского шоссе и 3,2 км от станции Щербинка Курской железной дороги, проживало 158 жителей (81 мужчина, 77 женщин), насчитывалось 27 крестьянских хозяйств.
С 1929 до 2012 гг. — населённый пункт Московской области в составе Ленинского района (1929—1960, 1965—2012); Ульяновского района (1960—1963); Ленинского укрупнённого сельского района (1963—1965).
С 2012 года — в составе города Москвы.